# Caída de altura
Una caída de altura es cualquier caída de un cuerpo humano de una altura que supera su propia estatura.
Normalmente es una disciplina de dominio de los dobles de riesgo que realizan caídas de altura para diversas producciones del medio del entretenimiento. La preparación acrobática es esencial porque ayuda enormemente a controlar el cuerpo en el momento de la caída. Pero uno de los factores más importantes es saber arreglar el lugar de aterrizaje, el cual en la terminología profesional se llama la cama. Existen varias formas de hacer la cama. Variante sencilla: son solamente colchones de hulespuma. Variante mejorada: es cuando sobre colchones de hulespuma se colocan cajas de cartón (armadas). Variante glorificada: es cuando se utiliza el colchón de aire.

## Caída de altura más alta
La caída de altura más alta registrada es de 104 metros con 50 centímetros, realizada por el doble danés Stig Günther.

## Galería

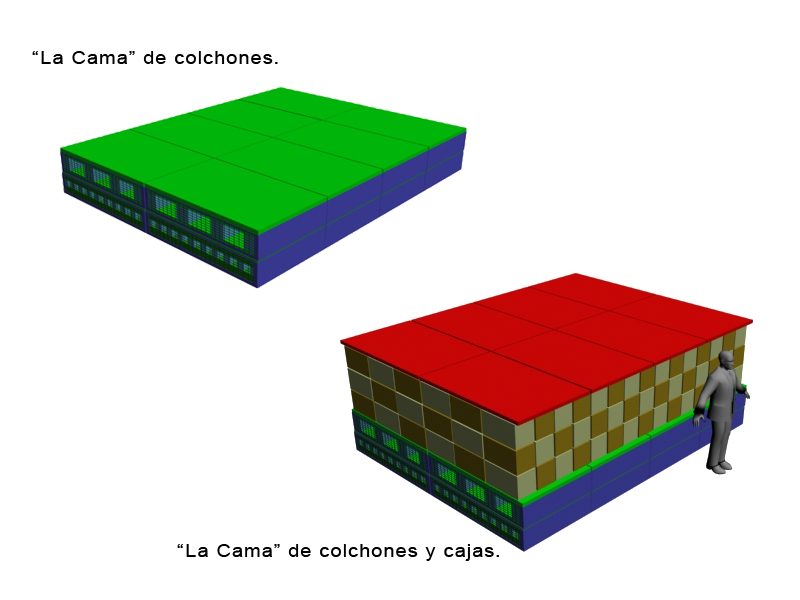
Landing Zone
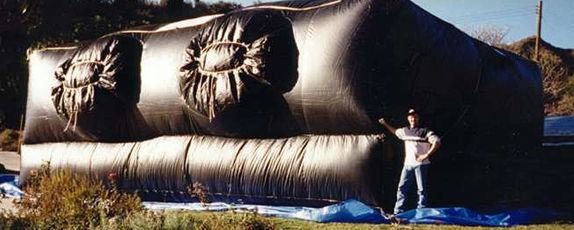
Air Bag
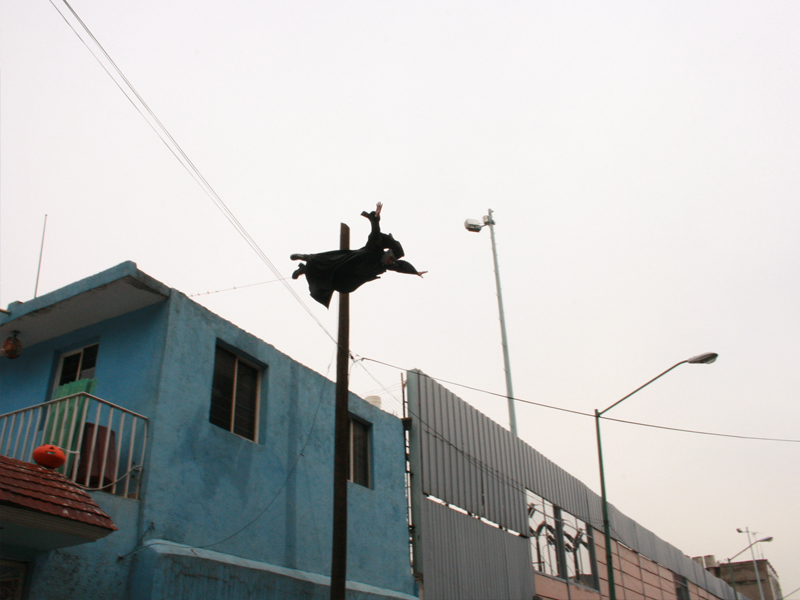
High Fall Example 1
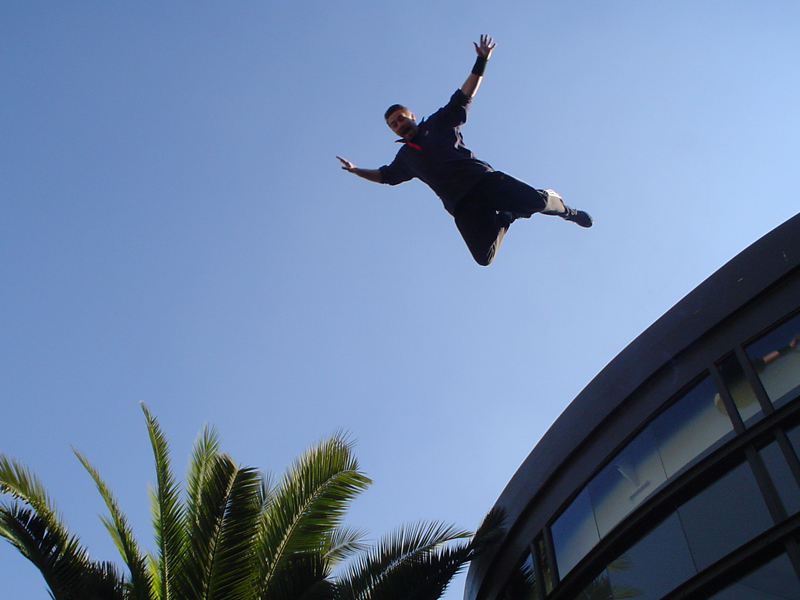
High Fall Example 2

- Datos: Q5759435